# مسیر ۲۲۷ (اسرائیل)
جاده ۲۲۷ (عبری: כביש ۲۲۷‎، کویش ۲۲۷)، یک جادهٔ ۳۴ کیلومتری در صحرای شرقی نگف می‌باشد. مسیر این جاده از یک تقاطع آغاز شده و در امتداد شمال غرب در ایر اٌوٌت پایان می‌یابد. این جاده برای نخستین بار در سال ۱۹۲۷ توسط نقشه برداران انگلیسی ساخته شد. بعدها برای چندین بار نوسازی شد.

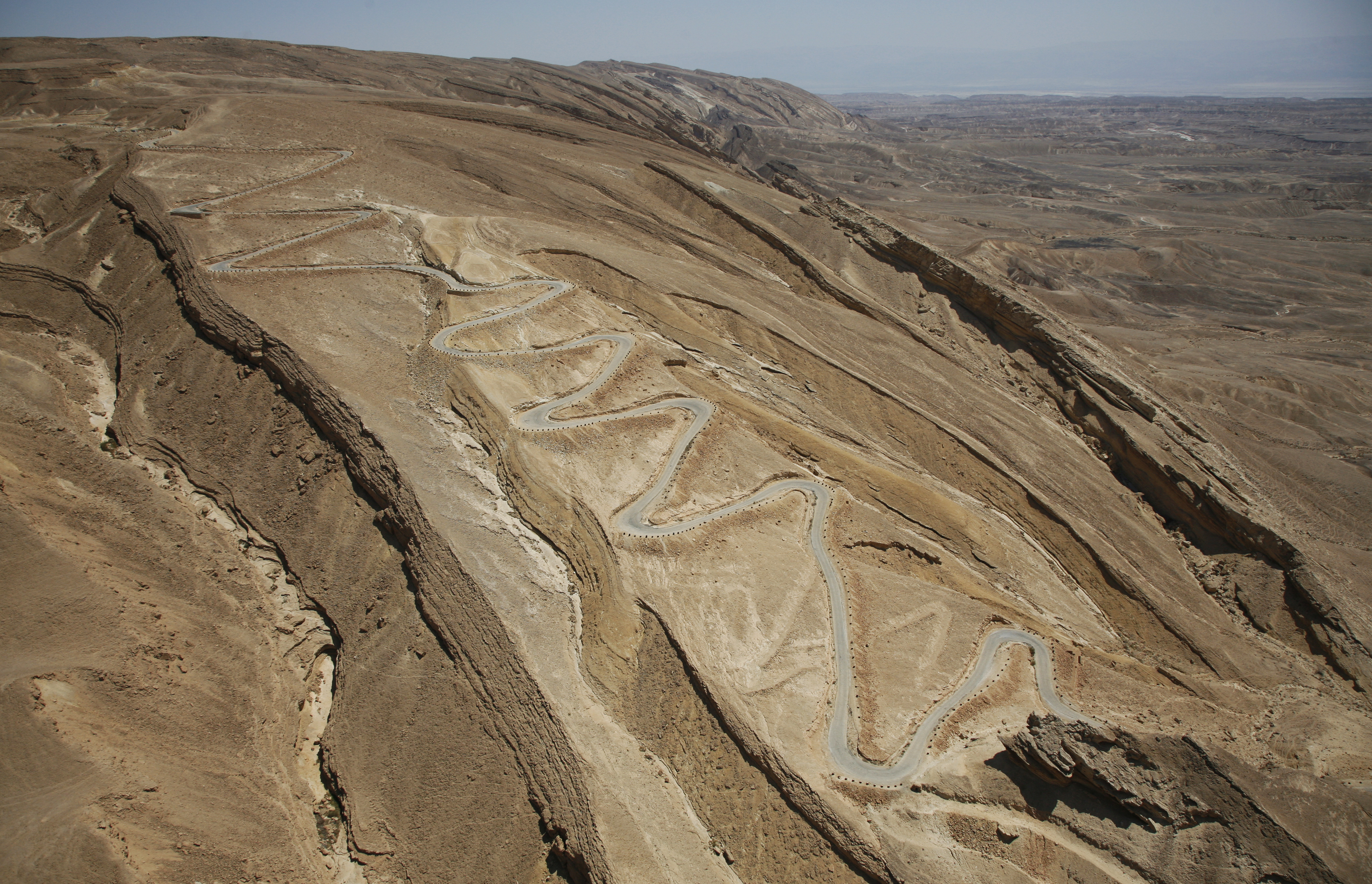
گذرگاه عقرب

گذرگاه عقرب یک گذرگاه واقع در اسرائیل است، که به دلیل وضعیت بد فیزیکی و خطرناک بودنش شناخته شده‌است. در زیر این گذرگاه یک پرتگاه وجود دارد و جاده دارای ریل نگهبانی نیست. علاوه بر این، صدها متر از این جاده قابل استفاده نیست و خراب می‌باشد.
مهندسان ارتش اسرائیل این جاده را در سال ۱۹۵۰ هموار کردند. دوباره در سال ۲۰۰۴ نوسازی شد. شرکت ملی راه‌های اسرائیل به گونه واقعی یا دفاکتو عهده‌دار نگهداری از این مسیر می‌باشد. هم اینک این جاده بسته‌است.
منابع:
1. ↑  "Ma'ale Akrabim (Scorpions Ascent)". Bible Walks. Archived from the original on 25 July 2014. Retrieved 24 August 2014.
2. ↑  "Maale Arakbim (Scorpion's Ascent)". Climb By Bike. Archived from the original on 20 March 2015. Retrieved 25 August 2014.
3. ↑  "Ma'ale Akrabim (The Scorpions Ascent)". Geocaching. Retrieved 25 August 2014.
4. ↑  "The Scorpion's Ascent". The Israel You Didn't Know. Retrieved 25 August 2014.